# みずかがみ
みずかがみは、滋賀県農業技術振興センターが開発した日本のイネの品種名および銘柄名である。一般公募により命名され、「みず」は「豊かな水源・琵琶湖」を、「かがみ」は「作り手の真心がそのままお米に反映している」という意味が込められている。

## 概要
2003年に「大育1744（滋賀66号）」を母、「滋賀64号」を父として人工交配を行い、その後代から育成された品種。
2011年に「滋賀73号」の地方系統番号を付し、2014年7月22日に品種登録。
高温登熱性や耐倒伏性が強く、葉いもち抵抗性はやや強く、穂いもち抵抗性は中である。胴割れしにくく、1等比率が高い。炊飯米は、白く輝く艶があり、極良食味。粒感がしっかりしており、かたさと粘りのバランスが良いとされる。キャッチフレーズは「ゆたかな水にかがやく実り」。
- 交配系譜

| 大育1744 （滋賀66号） | 大育1744 （滋賀66号） | 大育1744 （滋賀66号） | 大育1744 （滋賀66号） | 大育1744 （滋賀66号）   | 大育1744 （滋賀66号） |  |  | 滋賀64号 | 滋賀64号 | 滋賀64号 | 滋賀64号 | 滋賀64号 | 滋賀64号 |  |  |  |  |
| 大育1744 （滋賀66号） | 大育1744 （滋賀66号） | 大育1744 （滋賀66号） | 大育1744 （滋賀66号） | 大育1744 （滋賀66号）   | 大育1744 （滋賀66号） |  |  | 滋賀64号 | 滋賀64号 | 滋賀64号 | 滋賀64号 | 滋賀64号 | 滋賀64号 |  |  |  |  |
|                       |                       |                       |                       |                         |                       |  |  |          |          |          |          |          |          |  |  |  |  |
|                       |                       |                       |                       | みずかがみ （滋賀73号） |                       |  |  |          |          |          |          |          |          |  |  |  |  |